# جوری کیمورا
جوری کیمورا (انگلیسی: Juri Kimura؛  – ) صداپیشه اهل ژاپن بود. وی از سال ۲۰۱۱ میلادی تاکنون مشغول فعالیت بوده‌است.